# Woiwodschaft Olsztyn
Die Woiwodschaft Olsztyn (polnisch Województwo olsztyńskie) war in den Jahren 1945 bis 1975 und 1975 bis 1998 eine polnische Verwaltungseinheit, die im Zuge einer Verwaltungsreform in der heutigen Woiwodschaft Ermland-Masuren aufging. Hauptstadt war die namensgebende Stadt Olsztyn (Allenstein).
Bedeutende Städte waren (Einwohnerzahlen von 1995):
- Olsztyn (174.473)
- Ostróda (35.000)
- Iława (32.600)
- Kętrzyn (30.300)

1946 bis 1950
1950 bis 1975
1975 bis 1998